# Phytoseius floridanus
Phytoseius floridanus är en spindeldjursart som beskrevs av Muma 1962. Phytoseius floridanus ingår i släktet Phytoseius och familjen Phytoseiidae. Inga underarter finns listade i Catalogue of Life.